# Canon EOS 700D
Canon EOS 700D är en digital systemkamera från Canon. 

## Teknik i urval
- 3" vridbar LED-skärm med touchfunktion
- 18,2 megapixel
- Full HD videoinspelning
- 5 bps
- Stereoinspelning
- Bildprocessor DIGIC 5
- vikt: 580 g